# Além do Tempo Tour
Além do Tempo Tour é a terceira turnê nacional da cantora e atriz brasileira Larissa Manoela. em suporte para o seu álbum Além do Tempo (2019). A turnê foi oficialmente anunciada em 16 de setembro de 2019 pelas redes sociais da cantora.

## Repertório
1. Hoje a Noite é Nossa
2. Só no Cash
3. Boy Chiclete
4. Loka
5. Beijo, Beijinho, Beijão
6. Movimenta
7. Além do Tempo
8. A Lenda
9. Meu Pacto
10. Pra Nós Dois
11. Fugir Agora
12. Ouvir Dizer
13. Desencosta
14. Garota, Menina, Mulher
15. Na Hora H
16. Na Pista

## Datas
| Data                   | Cidade         | Estado            | País   | Local                           |
| ---------------------- | -------------- | ----------------- | ------ | ------------------------------- |
| América do Sul         |                |                   |        |                                 |
| 13 de outubro de 2019  | Rio de Janeiro | Rio de Janeiro    | Brasil | Km de Vantagens Hall            |
| 19 de outubro de 2019  | São Paulo      | São Paulo         | Brasil | UnimedHall                      |
| 30 de novembro de 2019 | Porto Alegre   | Rio Grande do Sul | Brasil | Auditório Araújo Vianna         |
| 15 de dezembro de 2019 | Curitiba       | Paraná            | Brasil | Teatro Positivo                 |
| 21 de dezembro de 2019 | Salvador       | Bahia             | Brasil | Concha Acústica                 |
| 22 de dezembro de 2019 | Fortaleza      | Ceará             | Brasil | Estacionamento Shopping Rio Mar |

Apresentações canceladas
| Data                  | Cidade         | Estado       | Local                | Motivo           |
| --------------------- | -------------- | ------------ | -------------------- | ---------------- |
| América do Sul        |                |              |                      |                  |
| 12 de outubro de 2019 | Belo Horizonte | Minas Gerais | Km de Vantagens Hall | Motivos pessoais |